# Michael Zacharias
Pour les articles homonymes, voir Zacharias.
Michael Zacharias (né le 21 mai 1985 à Plymouth, aux États-Unis) est un joueur professionnel de hockey sur glace. Il évolue au poste de gardien de but.

## Carrière de joueur

### Les débuts en USHL
Il débute en 2002 en United States Hockey League avec les ScareCrows de Topeka. La saison suivante, il dispute 39 matchs avec la franchise des Heartland Eagles de Saint-Louis. En 2004, il joue le début de la saison avec les Gamblers de Green Bay avant de rejoindre le Storm de Tri-City. Avec cette dernière équipe, il est nommé joueur du mois de janvier par le magazine « Goalie World Magazine »  et est désigné comme meilleur joueur de son équipe.

### Carrière universitaire
De 2005 à 2009, il joue en NCAA avec les Mavericks de Minnesota State dans l'Association Collégiale de Hockey de l'Ouest. Il aura comme coéquipier David Backes qui défend les couleurs des Blues de Saint-Louis en LNH et est désigné à 4 reprises comme joueur défensif de la semaine. À l'issue de la saison 2008-2009, il devient joueur professionnel et s'engage en ECHL.

### Les débuts professionnels
Il est recruté par le Reign d'Ontario, franchise affilié aux Kings de Los Angeles de la LNH . Pour sa première année, il tient les filets pendant 24 rencontres. La saison suivante, il est prêté chez les Steelheads de l'Idaho . En janvier 2010, après 20 matchs sous le chandail du club de l'Idaho, il retourne chez le Reign d'Ontario et finira la saison en Floride dans la franchise des Everblades de la Floride.

### L'aventure en Europe
Au printemps 2011, il est recruté par le club des Rapaces de Gap en remplacement de Ronan Quemener, parti chez les Brûleurs de loups de Grenoble. Son arrivée dans les Hautes-Alpes est officialisé le 17 mai 2011. Le 23 avril 2012, le site internet du club annonce sa reconduction pour une saison supplémentaire . Avec 91,6% d'arrêt en saison régulière (26 matchs), il termine 3e meilleur gardien de Ligue Magnus et est élu meilleur gardien en novembre  et décembre d'après le site hockeyarchives.com 
Après deux saisons sous les couleurs gapençaises, Mike Zacharias signe en faveur des Coventry Blaze en EIHL.

## Statistiques
| Saison    | Équipe                          | Ligue        |    | Saison régulière | Saison régulière | Saison régulière | Saison régulière | Saison régulière | Saison régulière | Saison régulière | Saison régulière | Saison régulière | Saison régulière |    | Séries éliminatoires | Séries éliminatoires | Séries éliminatoires | Séries éliminatoires | Séries éliminatoires | Séries éliminatoires | Séries éliminatoires | Séries éliminatoires | Séries éliminatoires |
| Saison    | Équipe                          | Ligue        | PJ | V                | D                | Pr/N             | Min              | BC               | Moy              | % Arr            | Bl               | Pun              | PJ               | V  | D                    | Min                  | BC                   | Moy                  | % Arr                | Bl                   | Pun                  |                      |                      |
| 2002-2003 | ScareCrows de Topeka            | USHL         | 27 | 14               | 7                | 4                | 1579             | 67               | 2,55             | 89,1             | 2                | 2                | 4                |    |                      |                      |                      | 2,25                 | 90,3                 |                      | 0                    |                      |                      |
| 2003-2004 | Heartland Eagles de Saint-Louis | USHL         | 39 | 9                | 22               | 5                | 2224             | 144              | 3,89             | 90,0             | 1                | 6                | --               | -- | --                   | --                   | --                   | --                   | --                   | --                   | --                   |                      |                      |
| 2004-2005 | Gamblers de Green Bay           | USHL         | 12 | 4                | 7                | 0                | 673              | 50               | 4,45             | 87,9             | 0                | 0                | --               | -- | --                   | --                   | --                   | --                   | --                   | --                   | --                   |                      |                      |
| 2004-2005 | Storm de Tri-City               | USHL         | 41 | 23               | 10               | 5                | 2324             | 99               | 2,56             | 89,2             | 3                | 4                | 9                |    |                      |                      |                      | 2,87                 | 88,3                 |                      | 0                    |                      |                      |
| 2005-2006 | Mavericks de Minnesota State    | NCAA         | 6  | 3                | 3                | 0                | 363              | 22               | 3,63             | 89,3             | 0                | 0                | --               | -- | --                   | --                   | --                   | --                   | --                   | --                   | --                   |                      |                      |
| 2006-2007 | Mavericks de Minnesota State    | NCAA         | 25 | 10               | 9                | 6                | 1428             | 73               | 3,07             | 89,2             | 1                | 0                | --               | -- | --                   | --                   | --                   | --                   | --                   | --                   | --                   |                      |                      |
| 2007-2008 | Mavericks de Minnesota State    | NCAA         | 36 | 18               | 13               | 4                | 2221             | 77               | 2,08             | 92,4             | 5                | 0                | --               | -- | --                   | --                   | --                   | --                   | --                   | --                   | --                   |                      |                      |
| 2008-2009 | Mavericks de Minnesota State    | NCAA         | 35 | 14               | 14               | 6                | 2044             | 102              | 2,99             | 91,1             | 0                | 0                | --               | -- | --                   | --                   | --                   | --                   | --                   | --                   | --                   |                      |                      |
| 2009-2010 | Reign d’Ontario                 | ECHL         | 24 | 10               | 6                | 3                | 895              | 49               | 3,28             | 89,4             | 1                | 0                | --               | -- | --                   | --                   | --                   | --                   | --                   | --                   | --                   |                      |                      |
| 2010-2011 | Steelheads de l'Idaho           | ECHL         | 20 | 7                | 7                | 5                | 1055             | 48               | 2,73             | 90,7             | 1                | 0                | --               | -- | --                   | --                   | --                   | --                   | --                   | --                   | --                   |                      |                      |
| 2010-2011 | Reign d’Ontario                 | ECHL         | 15 | 4                | 9                | 2                | 865              | 54               | 3,75             | 89,5             | 0                | 0                | --               | -- | --                   | --                   | --                   | --                   | --                   | --                   | --                   |                      |                      |
| 2010-2011 | Everblades de la Floride        | ECHL         | 5  | 2                | 1                | 1                | 275              | 10               | 2,18             | 93,1             | 0                | 0                | 2                |    |                      |                      |                      | 2,73                 | 90,9                 |                      | 0                    |                      |                      |
| 2011-2012 | Gap Hockey Club                 | Ligue Magnus | 25 | 8                | 17               | 0                | 1509             | 92               | 3,59             |                  | 0                | 9                | 4                | 5  | 0                    | 555                  | 35                   | 0                    | 3,67                 |                      |                      |                      |                      |
| 2011-2012 | Gap                             | CdF          | 2  | 1                | 1                | 0                | 119              | 6                |                  |                  |                  |                  | --               | -- | --                   | --                   | --                   | --                   | --                   | --                   | --                   |                      |                      |
| 2011-2012 | Gap                             | CdL          | 6  | 4                | 2                | 0                | 329              | 12               | 2,19             |                  |                  |                  | 2                | 0  | 1                    | 1                    | 119                  | 5                    | 3,01                 |                      |                      |                      |                      |
| 2012-2013 | Gap                             | Ligue Magnus | 26 | 11               | 15               | 0                | 1616             | 72               | 2,67             | 91,6             | 1                | 0                | 3                | 0  | 3                    | 0                    | 179                  | 7                    | 2,35                 | 91,8                 |                      |                      |                      |
| 2012-2013 | Gap                             | CdF          | 1  | 0                | 1                | 0                | 60               | 4                |                  |                  |                  |                  | --               | -- | --                   | --                   | --                   | --                   | --                   | --                   | --                   |                      |                      |
| 2012-2013 | Gap                             | CdL          | 5  | 2                | 3                | 0                | 297              | 16               | 3,2              |                  |                  |                  | --               | -- | --                   | --                   | --                   | --                   | --                   | --                   | --                   |                      |                      |
| 2013-2014 | Coventry Blaze                  | EIHL         | 52 | 24               | 26               | 2                | 3147             | 159              | 3,03             | 91,4             | 2                | 2                | 2                |    |                      |                      |                      | 4,5                  | 89                   |                      |                      |                      |                      |
| 2014-2015 | Oilers de Tulsa                 | ECHL         | 2  |                  |                  |                  | 40               | 6                | 8,8              | 64,7             |                  | 0                | --               | -- | --                   | --                   | --                   | --                   | --                   | --                   | --                   |                      |                      |